# Samfaina
La samfaina es una preparación catalana  a base de berenjena y calabacín cortados en dados y sofritos con ajo picado y cebolla y tomate rallados en aceite de oliva. Se puede añadir también pimiento verde de tipo italiano y rojo cortados en trocitos y algunas hierbas, con moderación, como tomillo o romero. En Cataluña normalmente se come como acompañamiento de carnes (típicamente costilla de cerdo, conejo, pollo, etc.) o pescados (atún, bacalao, etc.), que suelen acabarse de cocinar dentro de la sartén o cazuela con la samfaina. En las comarcas centrales de la Comunidad Valenciana es un elemento típico de las cocas.

## Origen y etimología
Según la Enciclopèdia Catalana el sustantivo samfaina se encuentra escrito por primera vez en 1890, y proviene del anterior samfònia que, a su vez, deriva del latín symphōnĭia (sinfonía).